# Condado de Rappahannock
O Condado de Rappahannock é um dos 95 condados do estado americano de Virgínia, fundado em 1833. A sede do condado é Washington, e sua maior cidade é Washington. Possui uma área de 691 km² (dos quais 1 km² estão cobertos por água), uma população de 6 983 habitantes e uma densidade populacional de 10 hab/km² (segundo o censo nacional de 2000).